# Isocranaus umbraticus
Isocranaus umbraticus is een hooiwagen uit de familie Cranaidae.